# 物理学に関する記事の一覧
物理学用語の一覧。物理学者名は含まない。
他の物理学関係の一覧
- 物理学者の一覧
- 計量単位一覧
- 物理法則一覧

他の自然科学系分野の一覧
- 化学に関する記事の一覧
- 生物学に関する記事の一覧
- 地球科学に関する記事の一覧
- 気象学・気候学に関する記事の一覧
- 天文学に関する記事の一覧
- プロジェクト:数学/数学に関する記事

| 目次 | 目次 | 目次 | 目次 | 目次 | 目次 | 目次 | 目次 | 目次 | 目次 | 目次 |
| ---- | ---- | ---- | ---- | ---- | ---- | ---- | ---- | ---- | ---- | ---- |
| わ   | ら   | や   | ま   | は   |      | な   | た   | さ   | か   | あ   |
|      | り   |      | み   | ひ   |      | に   | ち   | し   | き   | い   |
| を   | る   | ゆ   | む   | ふ   |      | ぬ   | つ   | す   | く   | う   |
|      | れ   |      | め   | へ   |      | ね   | て   | せ   | け   | え   |
| ん   | ろ   | よ   | も   | ほ   |      | の   | と   | そ   | こ   | お   |

欧文

## あ行

### あ
- アーンショーの定理
- アイソスピン
- アインシュタイン・シフト
- アインシュタインの縮約記法
- アインシュタインの式
- アインシュタイン方程式
- アインシュタイン＝ポドルスキー＝ローゼンのパラドックス
- アキシオン
- 圧縮
- 圧縮率
- アッベ数
- 圧力
- アノード
- アハロノフ＝ボーム効果
- アボガドロ定数
- アモルファス
- アモルファスシリコン
- アルキメデスの原理
- アルファ粒子 (アルファ線)
- 安息角
- アンダーソン局在
- アンペア
- アンペールの法則

### い
- イジング模型
- 位相
- 位相空間
- 位相速度
- 位置エネルギー
- 一般相対性原理
- 一般相対性理論
- 医療物理学
- 色
- 印加
- 因果的決定論
- 因果律
- 因果律 (物理)
- 陰極線

### う
- ウィーンの変位則
- ウェーバー数
- 渦
- 宇宙
- 宇宙化学
- 宇宙空間物理学
- 宇宙検閲官仮説
- 宇宙原理
- 宇宙線
- 宇宙速度
- 宇宙定数
- 宇宙のインフレーション
- 宇宙の元素合成
- 宇宙の終焉
- 宇宙の大規模構造
- 宇宙の年表
- 宇宙背景放射
- 宇宙ひも
- 宇宙物理学
- 宇宙方程式
- 宇宙論
- ウラン
- ウルフ賞物理学部門
- 運動 (物理学)
- 運動エネルギー
- 運動学
- 運動の第1法則
- 運動の第2法則
- 運動の第3法則
- 運動の法則
- 運動方程式
- 運動量
- 運動量保存の法則

### え
- 永久機関
- 液体
- 液滴模型
- エクマン数
- 江崎ダイオード
- エーテル
- エトヴェシュの実験
- エネルギー
- エネルギー・運動量テンソル
- エネルギー・運動量密度
- エネルギー等配分の法則
- エネルギー保存の法則
- エネルギー量子仮説
- エルゴード理論
- エルミート演算子
- エレクトロニクス
- 円軌道
- 演算子
- 円周率
- 遠心加速度
- 遠心力
- エンタルピー
- 鉛直
- エントロピー
- エントロピー増大の原理
- エントロピー弾性

### お
- オイラーの運動方程式
- オイラーの式
- オイラー＝ラグランジュの方程式
- 応用数学
- 応用物理学
- 応用物理学会
- 応力
- オーダー (物理学)
- オーダーN法
- オットーサイクル
- 音
- オーム (単位)
- オームの法則
- 重い電子系
- オルバースのパラドックス
- 音子・音量子 (フォノン)
- 温度
- 音響
- 音響物理学
- 音速
- オングストローム

## か行

### か
- カー効果
- ガイガー＝ミュラー計数管
- 解析力学
- 回折
- 回折格子
- 回転
- 回転 (数学) (ローテーション)
- 回転運動
- 海洋物理学
- ガウス (単位)
- ガウスの定理
- ガウスの法則
- カオス理論
- 科学
- 化学
- 化学エネルギー
- 科学革命
- 科学哲学
- 化学ポテンシャル
- 加加速度
- 可逆
- 核
- 角運動量
- 角運動量保存の法則
- 角加速度
- 核構造物理学
- 核磁気共鳴
- 角振動数 (角周波数)
- 角度
- 角速度
- 殻模型
- 確率
- 核力
- 隠れた変数理論
- 重ね合わせ
- カシミール効果
- 荷重
- 仮想仕事の原理
- 仮想粒子
- カソード
- 加速器
- 加速度
- カビボ理論
- カラビ＝ヤウ空間
- ガリレイ変換 (ガリレイの相対性原理)
- カルツァ＝クライン理論
- カルノーサイクル
- 干渉
- 慣性
- 慣性座標系 (慣性系)
- 慣性質量
- 慣性の法則
- 慣性モーメント (慣性能率)
- 慣性力
- 観測
- 観測者効果(観察者効果)
- 観測問題
- ガンマ線

### き
- 気圧
- 機械力学
- 規格化
- 幾何光学
- 起磁力
- 擬スカラー
- 気体
- 気体の法則
- 気体分子運動論
- 基底状態
- 起電力
- 軌道
- 軌道角運動量
- 軌道要素
- 希薄磁性半導体
- 擬波動関数
- ギブズ自由エネルギー
- ギブズ-ヘルムホルツの式
- 擬ベクトル
- 擬ポテンシャル
- 基本粒子
- 逆カルノーサイクル
- 逆格子空間
- 逆二乗則
- キャヴェンディッシュの実験
- 吸着冷凍サイクル
- 球電
- キュリー (単位)
- キュリー温度 (キュリー点)
- キュリーの法則
- 強磁性
- 凝縮系物理学 (物性物理学)
- 共振
- 強制振動
- 京都大学基礎物理学研究所
- 共鳴
- 共鳴理論
- 行列
- 行列力学
- 局在基底
- 極座標系
- 局所座標系
- 局所密度近似
- 極性
- 曲線
- 曲率
- 曲率テンソル
- 曲率半径
- 虚時間
- 虚数
- 巨大磁気抵抗効果
- 距離
- キルヒホッフの法則
- キログラム

### く
- 空間
- 空気冷凍サイクル
- 偶力
- クォーク
- クォークグルーオンプラズマ
- クォーク・ハドロン相転移
- 屈折
- クラウジウス-クラペイロンの式
- クラウジウスの原理
- グラスホフ数
- グラビトン
- 繰り込み
- グルーオン
- クルックス管
- グレアムの法則
- グレートウォール
- クレブシュ-ゴルダン係数
- クーロン
- クーロン相互作用
- クーロンの法則 (クーロン力)
- 群速度

### け
- 計算物理 (計算物理学)
- ゲイ＝リュサックの法則
- 計量
- 計量因子
- 計量空間
- 計量テンソル
- 経路積分
- ゲージ不変性
- ゲージ変換
- ゲージ粒子
- ゲージ理論
- ケーターの振り子
- 結晶
- 結晶光学
- 結晶構造
- 結晶格子
- 結晶場理論
- 決定論
- ケプラーの法則
- ケルビン
- 原子
- 原子核
- 原子核反応
- 原子核物理学
- 原子核分裂
- 原子核融合
- 原子核融合の年表
- 原子質量
- 原子質量単位
- 原子時計
- 原子番号
- 原子物理学
- 原子分子物理学
- 原子模型
- 減衰振動
- 元素
- 現代物理学
- 原理
- 弦理論

### こ
- 高エネルギー加速器研究機構
- 高エネルギー物理学
- 高エネルギーレーザー科学
- 工学
- 光学
- 光学スペクトル
- 交換関係 (量子力学)
- 交換相関エネルギー
- 交換相互作用
- 光子
- 格子 (数学)
- 格子重力
- 格子振動
- 向心力
- 恒星内部物理学
- 光速(光速度)
- 光速度不変の原理
- 光速変動理論
- 構造相転移
- 剛体
- 剛体の力学
- 光電効果
- 勾配
- 勾配 (ベクトル解析)
- 交番磁界
- 高分子
- 高分子物理学
- 光量子(光子)
- 抗力
- 国際原子時
- 国際単位系
- 国際物理オリンピック
- 黒体
- 黒体放射
- 固体
- 固体物理学
- 古典物理学
- 古典力学
- 古典力学の方程式一覧
- 古典力学の年表
- 古典論
- コヒーレンス
- コヒーレンス長
- コヒーレンス状態 (コヒーレント状態)
- コペンハーゲン解釈
- コペンハーゲン学派
- 固有値
- 固有値問題
- 固有ベクトル
- コリオリの力
- 近藤効果
- コンプトン効果

## さ行

### さ
- サイクロトロン
- サイクロトロン放射
- 歳差
- 最小作用の原理
- 再生サイクル
- 再熱サイクル
- 再熱・再生サイクル
- 材料力学
- 座屈
- 佐藤理論
- 座標系
- 作用
- 作用線
- 作用点
- 作用反作用の法則
- 散逸構造
- 三重効用吸収冷凍サイクル
- 三重水素
- 三重点
- 三相
- 三態
- 散乱
- 散乱理論

### し
- 磁化
- 紫外線
- 時間
- 時間の遅れ
- 時間の矢
- 時間旅行
- 磁気
- 色荷
- 磁気双極子
- 磁気単極子
- 磁気抵抗
- 磁気抵抗効果
- 磁気秩序
- 磁気モーメント
- 時空
- 時空連続体
- 次元
- 四元運動量
- 次元解析
- 四元ベクトル
- 思考実験
- 仕事
- 仕事関数
- 仕事率
- 磁石
- 事象
- 事象の地平面
- 磁性
- 磁性体
- 磁性半導体
- 自然
- 自然科学
- 自然科学の法則一覧
- 自然哲学の数学的諸原理
- 磁束
- 磁束密度
- 実空間
- 実験
- 実験物理学
- 実効値
- 実在気体
- 質点
- 質量
- 質量・エネルギー保存の法則
- 質量数
- 質量中心
- 質量保存の法則
- 磁場
- 自発的対称性の破れ
- ジャイロコンパス
- ジャイロスコープ
- シャインプルーフの原理
- 弱荷
- シャルルの法則
- シュヴァルツシルト計量
- シュヴァルツシルトの解
- シュヴァルツシルト半径
- 自由エネルギー
- 周期
- 周期表
- 周期律
- 自由歳差運動
- 重心
- 重水素
- 集団運動
- 集団運動模型
- 修正ニュートン力学
- 自由電子
- 自由度
- 周波数
- 自由落下
- 重粒子
- 重力
- 重力加速度
- 重力圏
- 重力子(グラビトン)
- 重力質量
- 重力相互作用
- 重力と相対性理論の年表
- 重力による赤方偏移
- 重力の速度
- 重力波
- 重力波 (相対論)
- 重力波 (流体力学)
- 重力場
- 重力ポテンシャル
- 重力理論
- 重力レンズ
- 縮退
- シュタルク効果
- シュテファン＝ボルツマン定数
- シュテファン＝ボルツマンの法則
- シュテルン＝ゲルラッハの実験
- 主量子数
- ジュール (単位)
- ジュール＝トムソン効果
- ジュール熱
- ジュールの法則
- シュレディンガー音頭
- シュレーディンガーの猫
- シュレーディンガー方程式
- 準安定状態
- 潤滑
- 準静的過程
- 準粒子
- 常温核融合
- 蒸気
- 蒸気機関
- 衝撃波
- 小正準分布 (小正準集団)
- 状態
- 状態数
- 状態方程式(状態式)
- 状態密度
- 状態量
- 状態和
- 章動
- 衝突
- ジョセフソン効果
- 磁力
- 磁力線
- 真空
- 真空準位
- 真空のゆらぎ
- シンクロトロン
- シンクロトロン放射
- 振動
- 振動数
- 振幅
- 色力学

### す
- 水素原子
- 水素原子におけるシュレーディンガー方程式の解
- 水理学
- 水力学
- 数学
- 数学・物理学で使われる文字一覧
- 数理工学
- 数理物理学
- スカラー
- スカラー場
- スカラーポテンシャル
- ストークスの式
- グリーンの定理
- スターリングエンジン
- ストークスの定理
- ストークスの法則
- ストレス
- ストレンジネス
- スネルの法則
- スーパーカミオカンデ
- スピノル
- スピン
- スピン角運動量
- スピン軌道相互作用
- スピングラス
- スピントロニクス
- スピンのゆらぎ
- スピン分極
- スピン偏極
- スピン密度波
- スペクトル
- スミスチャート
- スラスト
- スレイター行列式
- スレーター軌道

### せ
- 正孔
- 静止
- 静止エネルギー
- 静止質量
- 静磁場
- 静止摩擦係数
- 静止摩擦力
- 正準交換関係
- 正準分布 (正準集団)
- 正準方程式
- 正準量子化
- 静電気
- 静電場
- 静電誘導
- 生物物理学
- 青方偏移
- 世界
- 世界線
- 世界点
- 世界物理年
- 赤外線
- 積分
- 赤方偏移
- 絶縁
- 絶縁体
- 絶縁の種類
- 絶対温度 (熱力学温度)
- 絶対真空
- 絶対零度
- 摂動
- 摂動論
- ゼーベック効果
- ゼーマン効果
- セルシウス度 (セルシウス温度)
- 前期量子論
- 線形応答理論
- 先進波

### そ
- 相
- 双極子(双極子モーメント)
- 相互作用
- 走査型トンネル顕微鏡
- 操作主義
- 相図
- 相対性原理
- 相対性理論
- 相対論効果
- 相対論的力学
- 相転移
- 相反定理
- 相補性原理
- 相律
- 速度
- 測地線
- 束縛状態
- 塑性
- ソフトマター
- ソリトン
- 素粒子
- 素粒子加速器
- 素粒子の相互作用
- 素粒子物理学
- 素粒子物理学の年表
- ソルベー会議

## た行

### た
- ダークエネルギー
- 第一原理
- 第一原理計算
- 第一原理経路積分分子動力学法
- 第一原理バンド計算
- 対応原理
- ダイオード
- 大気
- 大気圧
- 第5の力
- 対称性
- 対称性の破れ
- 対称行列
- 対称テンソル
- 大振幅集団運動
- 大正準分布 (大正準集団)
- 体積
- 体積積分
- 大統一理論 (GUT)
- 第二量子化
- 対物レンズ
- 太陽
- 太陽ニュートリノ
- タウニュートリノ
- タウ粒子
- 楕円軌道
- タキオン
- 多元宇宙論
- 多重散乱理論
- 多世界解釈
- 多体問題
- 玉突きモデル
- ダランベールの演算子
- ダランベールの原理
- ダランベールのパラドックス
- 単位
- 単位系
- 単振動
- 弾性 (弾性体)
- 断熱過程
- 断熱近似

### ち
- チェレンコフ放射 (チェレンコフ光,チェレンコフ効果)
- 力
- 力のモーメント (トルク)
- 力のつりあい
- 地球
- 地球物理学
- 地球流体力学
- チャンドラセカール限界
- 中間子論
- 中心力
- 中性子
- 中性子線
- 超アクチノイド元素
- 超弦理論 (超ひも理論)
- 超交換相互作用
- 超光速
- 超重核
- 超重力理論
- 潮汐力
- 超対称性
- 超対称性粒子
- 超伝導
- 超伝導超大型加速器
- 超流動
- 張力
- 超臨界流体
- 調和振動子

### つ
- 対消滅
- 対生成
- 強い相互作用

### て
- 低圧
- 低温物理学
- 定常宇宙論
- 定常状態
- ディラック定数
- ディラック方程式
- 定性分析
- テイラー展開
- 定量分析
- デカルト座標系
- てこ
- テスラ (単位)
- デバイの比熱式
- デバイ模型
- デュロン＝プティの法則
- テラヘルツ波
- 電圧
- 電荷
- 電荷密度
- 電荷密度波
- 電気
- 電気エネルギー
- 電気回路
- 電気工学
- 電気双極子
- 電気単極子
- 電気抵抗
- 電気抵抗率
- 電気伝導
- 電気伝導度 (電気伝導率)
- 電気力学
- 電気力線
- 点群
- 電子
- 電磁気学
- 電磁気学の年表
- 電子工学
- 電子状態計算
- 電子線
- 電子線ホログラフィー
- 電子相関
- 電磁相互作用
- 電子ニュートリノ
- 電磁波 (電磁放射)
- 電磁場
- 電磁場の動力学的理論
- 電磁ポテンシャル
- 電子ボルト
- 電弱相互作用 (電弱力)
- 電弱理論 (ワインバーグ・サラム理論)
- 電磁誘導
- 電束
- 電束密度
- テンソル
- テンソル積
- 天体物理学
- 天体力学
- 伝導
- 電場
- 電波
- 電波天文学
- 天文学
- 電流
- 電流密度

### と
- 同位核
- 同位体 (同位元素)
- 等温過程
- 等価原理
- 統計学
- 統計物理学
- 統計力学
- 透磁率
- 導磁率
- 導体
- 等方的と異方的
- 動摩擦係数
- 動摩擦力
- 動力学
- トカマク
- 特異点
- 特異点定理
- 特殊相対性原理
- 特殊相対性理論
- 土質力学
- ドップラー効果
- ド・ブロイ仮説
- ド・ブロイ波 (ド・ブロイ波長)
- トムソン効果
- トムソンの原理
- トライボロジー
- トラップ準位
- トランジスタ
- トリチェリの定理
- ドルトンの法則
- トンネル効果
- トンネル磁気抵抗効果

## な行

### な
- 内部エネルギー
- 流れ
- ナヴィエ＝ストークス方程式 (ナビエ＝ストークス方程式)
- 長さ
- 波

### に
- 虹
- 二重スリット実験
- 二重特殊相対論
- 日本物理学会
- ニュートラリーノ
- ニュートリノ
- ニュートリノ振動
- ニュートリノ天文学
- ニュートリノの質量
- ニュートン (単位)
- ニュートンの運動方程式
- ニュートン力学
- ニュートン流体
- ニュートンリング
- 人間原理

### ぬ
- ヌセルト数

### ね
- ねじれ
- ネーターの定理
- 熱 (熱エネルギー)
- 熱学
- 熱機関
- 熱力学サイクル
- 熱雑音
- 熱振動
- 熱中性子
- 熱的死
- 熱電子
- 熱伝導 (熱伝導の法則)
- 熱伝導率
- 熱電能
- 熱放射
- 熱容量
- 熱力学
- 熱力学温度
- エネルギー保存の法則 (熱力学第一法則)
- 熱力学第二法則
- 熱力学第三法則 (ネルンストの定理)
- 熱力学的平衡 (熱平衡)
- 熱力学・統計力学の年表
- ネルンスト効果

### の
- 能率 (モーメント)
- ノーベル物理学賞

## は行

### は
- 場
- パーティクルデータグループ
- ハートレー・フォック方程式 (ハートリー-フォック方程式)
- ハーフメタリック
- 配位子場理論
- ハイゼンベルクの運動方程式
- パイ中間子
- パウリ効果
- パウリの排他原理
- 薄膜
- 波数 (波数ベクトル)
- パスカル (単位)
- パスカルの原理
- 裸の特異点
- 波長
- 発散定理
- パッシェン系列
- パッシェンの法則
- パッシェン＝バック効果
- 波動
- 波動関数
- 波動方程式
- 波動力学
- 波動と粒子の二重性
- ハドロン
- 場の古典論
- 場の量子論
- ハミルトニアン (ハミルトン関数)
- ハミルトンの運動方程式
- ハミルトン＝ヤコビの方程式
- ハミルトン力学
- 速さ
- パラレルワールド
- バリオン
- パリティ
- パリティ対称性の破れ
- バルクハウゼン効果
- バルマー系列
- 反強磁性
- 半減期
- 反作用
- 反転分布
- 半導体
- バンドギャップ
- バンド計算
- バンド理論
- 反物質
- 万物の理論
- 万有引力 (万有引力の法則)
- 万有引力定数
- 反粒子

### ひ
- ビオ＝サバールの法則
- 非可逆
- 光
- 光エネルギー
- 光エレクトロニクス
- 光通信
- 微視的
- 微小重力
- 比重
- ヒステリシス
- 非線形光学
- 非線形物理学
- 非線形力学系
- 微分
- 微分幾何学
- ビッグクランチ
- ヒッグス機構
- ヒッグス場
- ヒッグス粒子
- ビッグバン
- 非ニュートン力学
- 比熱比
- 比熱容量 (比熱)
- 非平衡
- ひも理論
- 非ユークリッド幾何学
- 秒
- 標準状態
- 標準大気圧
- 標準模型 (標準理論)
- 表面
- 表面張力
- 表面物理学
- ビリアル定理
- ビリヤルの式
- ヒルの方程式
- ヒルベルト空間

### ふ
- 負圧
- ファインマンダイアグラム
- ファラデーの法則
  - ファラデーの電気分解の法則
  - ファラデーの電磁誘導の法則
- ファラデー効果
- ファンデルワールスの状態方程式
- ファンデルワールス力
- フィッツジェラルド＝ローレンツ収縮
- フェリ磁性
- フェロ磁性
- フェルマーの原理
- フェルミ
- フェルミエネルギー
- フェルミ縮退
- フェルミ＝ディラック統計
- フェルミ分布関数
- フェルミ面 (フェルミ速度)
- フェルミ粒子 (フェルミオン)
- フォトン (光子)
- フォノン
- フォノンバンド
- 不確定性原理 (不確定性関係)
- フーコーの振り子
- フックの法則
- 物質
- 物性
- 物性値
- 物性物理学
- 物体
- 物理化学
- 物理学 (物理科学)
- 物理学史
- 物理学者
- 物理学の未解決問題
- 物理空間
- 物理現象
- 物理実験
- 物理状態
- 物理数学
- 物理単位
- 物理定数
- 物理法則
- 物理量
- 不変性
- ブラウン運動
- フラウンホーファー回折
- フラウンホーファー線
- ブラウン・ラチェット
- ブラッグの法則
- ブラックホール
- ブラックホールの熱力学
- ブラックホール研究の年表
- プラズマ
- プラズマ宇宙論
- プラズマ物理学
- プラズモン
- プランク定数
- プランク電荷
- プランクの放射法則
- フランク＝ヘルツの実験
- プラントル数
- フーリエ解析
- フーリエ変換
- プリズム
- フリードマン・ルメートル・ロバートソン・ウォーカー計量
- フリードマン方程式
- 浮力
- プレートテクトニクス
- フレーバー
- フレミングの法則
- ブロッホの定理 (ブロッホ関数)
- フロンティア軌道理論
- 分光法 (分光学)
- 分散系
- 分子
- 分子運動論
- 分子間力
- 分子線エピタキシー法
- 分子磁石
- 分子動力学法
- 分子物理学
- フントの規則

### へ
- 平均場近似
- 平衡
- 平行宇宙
- 平坦性問題
- 平方メートル
- ベクトル
- ベクトルポテンシャル
- ペクレ数
- ベータ線
- ベータ粒子
- ベッセル関数
- ヘリウム
- ヘルツ
- ペルティエ効果 (ペルチエ効果、ペルチェ効果)
- ベルヌーイの定理
- ベルの不等式
- ヘルマン-ファインマンの定理
- ヘルマン-ファインマン力
- 変圧器
- 変位
- 変位電流
- 偏光
- 変分 (変分法)
- 変分原理

### ほ
- ポアソン括弧
- ポアソンの法則
- ポアソン方程式
- ポアソン比
- ボーアの対応原理
- ボーア半径
- ボイル＝シャルルの法則
- ホイヘンスの原理
- ボイルの法則
- ポインティング・ベクトル
- 放射
- 放射圧
- 放射光
- 放射線
- 放射線物理学
- 放射能
- 法則
- 方程式
- ホーキング輻射
- ボース＝アインシュタイン統計
- ボース＝アインシュタイン凝縮
- ボース分布関数
- ボース粒子 (ボソン)
- 保存則
- ポッケルス効果
- ポテンシャル (保存力, 保存力場, ポテンシャルエネルギー)
- ホドグラフ
- ほとんど自由な電子
- ホプキンソンの法則
- ホール効果
- ボルツマン関係式
- ボルツマン定数
- ボルツマン方程式
- ボルト
- ボルン-オッペンハイマー近似
- ボルン-オッペンハイマー近似
- ホログラフィー (ホログラム)

## ま行

### ま
- マーデルングエネルギー
- マイクロ波
- マイケルソン・モーレーの実験
- マイスナー効果
- マクスウェルの関係式
- マクスウェルの方程式
- マクスウェルの悪魔
- マクスウェル分布
- マグニチュード
- マグネットエレクトロニクス (スピントロニクス)
- 摩擦
- 摩擦係数
- 摩擦帯電
- 摩擦力
- マックス・プランク・メダル
- マッハ数
- マッハ原理
- マフィンティンポテンシャル
- マランゴニ数
- マリオット瓶

### み
- 水
- 密度
- 密度行列
- 密度汎関数法
- 密度汎関数理論
- ミューニュートリノ
- ミュー粒子 (ミューオン)
- ミリカンの油滴実験
- ミンコフスキー幾何学
- ミンコフスキー空間
- ミンコフスキー時空

### め
- メーザー
- メスバウアー効果
- メートル
- メートル毎秒
- メートル毎秒毎秒
- 面積

### も
- モノポール
- モーペルテュイの原理
- モーメント
- モル
- モル数
- モンテカルロ法

## や行

### や
- 躍度
- ヤコビ行列 (ヤコビアン,関数行列)
- ヤングの実験
- ヤング率
- ヤン＝ミルズ理論

### ゆ
- 有限要素法
- 有効質量
- 有効数字
- 誘電体
- 誘電分極
- 誘電率
- ユークリッド幾何学
- ユークリッド空間
- 湯川ポテンシャル
- ユニタリ演算子
- ユニタリ行列
- ユニタリ群
- ゆらぎ

### よ
- 陽子
- 陽子崩壊
- 陽電子
- 弱い相互作用

## ら行

### ら
- ラーモアの公式
- ライマン系列
- 落体の法則
- ラグランジュ点
- ラグランジュ力学 (ラグランジアン, ラグランジュの方程式)
- ラザフォード散乱
- 落下
- ラプラス方程式 (ラプラスの演算子)
- ラプラスの悪魔
- ラマン効果 (ラマン散乱)
- ラムシフト
- ラムザウアー・タウンゼント効果
- ランキンサイクル
- ランジュバン方程式
- ランダウアーの原理
- ランダウ準位
- ランダウの記号
- ランベルト・ベールの法則

### り
- 理科年表
- 力学
- 力学系
- 力学系とカオス理論
- 力学的エネルギー
- 力学的エネルギー保存の法則
- 力積
- リー群
- 理想気体
- 理想気体の状態方程式
- リー代数
- リチャードソン数
- リッチテンソル
- 立方メートル
- リーマン幾何学
- リーマン多様体
- 粒子
- 粒子線
- 粒子と波動の二重性
- 流体
- 流体力学
- リュードベリ定数
- 量子
- 量子井戸
- 量子色力学
- 量子宇宙論
- 量子エレクトロニクス
- 量子化
- 量子化学
- 量子光学
- 量子コンピュータ
- 量子重力
- 量子条件
- 量子状態
- 量子数
- 量子テレポーテーション
- 量子電気力学/量子電磁力学
- 量子脳力学
- 量子物理学
- 量子物理学の年表
- 量子ホール効果
- 量子もつれ
- 量子ゆらぎ
- 量子力学
- 量子力学の数学的基礎
- 量子力学の数学的定式化
- 量子論
- 理論
- 理論化学
- 理論天体物理学
- 理論物理学
- 理論物理学教程
- 理論ミニマム
- 臨界状態
- 臨界点

### る
- ループ量子重力
- ルシャトリエの原理
- ルジャンドル多項式

### れ
- 励起子
- 励起状態 (励起)
- 零点振動
- レイノルズ数
- レイリー散乱
- レイリー・ジーンズの法則
- レーザー
- レオロジー
- レプトン
- 連続体力学
- 連続の方程式

### ろ
- ロケット・ミサイル技術の年表
- ロスビー数
- ローレンツ共変性
- ローレンツ群
- ローレンツ＝フィッツジェラルド収縮仮説
- ローレンツ変換
- ローレンツ力

## わ行
- ワイル変換
- ワインバーグ・サラム理論

## 欧文
- AMD模型
- ArXiv
- BCS理論
- CERN
- CP対称性
- CPT対称性
- D軌道
- E-B対応とE-H対応
- EPRのパラドックス
- FDTD
- GUT
- H定理
- MHD発電
- MKS単位系
- MKSA単位系
- P軌道
- QCD
- QED
- RIビーム
- S軌道
- SI
- SI基本単位
- SI組立単位
- TOE
- W粒子
- WMAP
- X線
- X線回折
- Xα法
- Z粒子